# Маваяна
Маваяна (Mahuayana, Mawayana) — почти исчезнувший индейский язык, который относится к аравакской языковой семье. На нем говорят на юго-западе Гайаны (живут вместе с народом вайвай) и несколько человек в Суринаме.
Айхенвальд (1999) перечисляет маваяна как дополнительное название языка мапидиан. Однако Хикс (2002) сообщает, что у него нет «семантического» сходства с мапидиан или с другими вапишанскими языками; таким образом, здесь язык остаётся неклассифицированным.